# Artur Sitnik
Artur Sitnik (ur. 1973, zm. 2006) – polski rysownik komiksowy. Absolwent Wydziału Grafiki na ASP w Warszawie. Był współtwórcą kilku książek, związany z redakcją Nowej Fantastyki. Jego ostatni komiks ukazał się pośmiertnie w antologii komiksowej o tematyce społecznej "Niewinne dzieci" (wyd. Timof i cisi wspólnicy, 2007).